# José Olívio Paranhos Lima
José Olívio Paranhos Lima (Catu, 2 de setembro de 1955) é um escritor brasileiro, autor de livros de crônicas e poesia e, sobretudo, em cordel, membro da Ordem Brasileira dos Poetas da Literatura de Cordel, entidade sediada no Mercado Modelo, em Salvador, considerado um dos grandes nomes nesta modalidade literária.

## Biografia
Formado em Letras com Francês pela Universidade do Estado da Bahia, José Olívio fez pós-graduação em Estudos Linguísticos e Literários pela Faculdade SS. Sacramento, atuando como agente cultural na área da literatura de cordel.
Além da Ordem dos Poetas de Cordel, é membro da Academia de Letras e Artes de Alagoinhas e da Casa do Poeta.

## Produção literária
As principais obras do autor:
- Álbum Poético de Alagoinhas, (poesias) 1985;
- A História da Igreja que Pariu uma Cidade ou Igreja Inacabada de Alagoinhas Velha, 1986;
- Pau de Arara, (poesias) 1995;
- Divaldo Franco, o Baiano que Virou Cidadão do Mundo 1998;
- Joanna de Ângelis, a Mentora das Américas, 1998;
- Amendoim Torrado, (crônicas; comentários na orelha por Jorge Amado, Divaldo Franco e Elisa Farani) 1998;
- A Terceira Revelação (Cordel), 1999;
- Martim Pescador, (crônicas) 2003;
- História da Freguesia de Santo Antônio das Lagoinhas, 2003.
- Catu: a cidade dos Barões, 2010.
- Conversa de Barbearia, (crônicas), 2013;
- Catu: sua história, mitos e tradições, 2013 (ISBN 9788581400426).